# Distretto di Cacatachi
Il distretto di Cacatachi è uno dei nove distretti  della provincia di San Martín, in Perù. Si trova nella regione di San Martín e si estende su una superficie di 75,36 chilometri quadrati.

Istituito il 31 ottobre 1932, ha per capitale la città di Cacatachi; al censimento 2005 contava 2.904 abitanti.